# Molophilus (Molophilus) pengana
Molophilus (Molophilus) pengana is een tweevleugelige uit de familie steltmuggen (Limoniidae). De soort komt voor in het Australaziatisch gebied.